# Fabriek

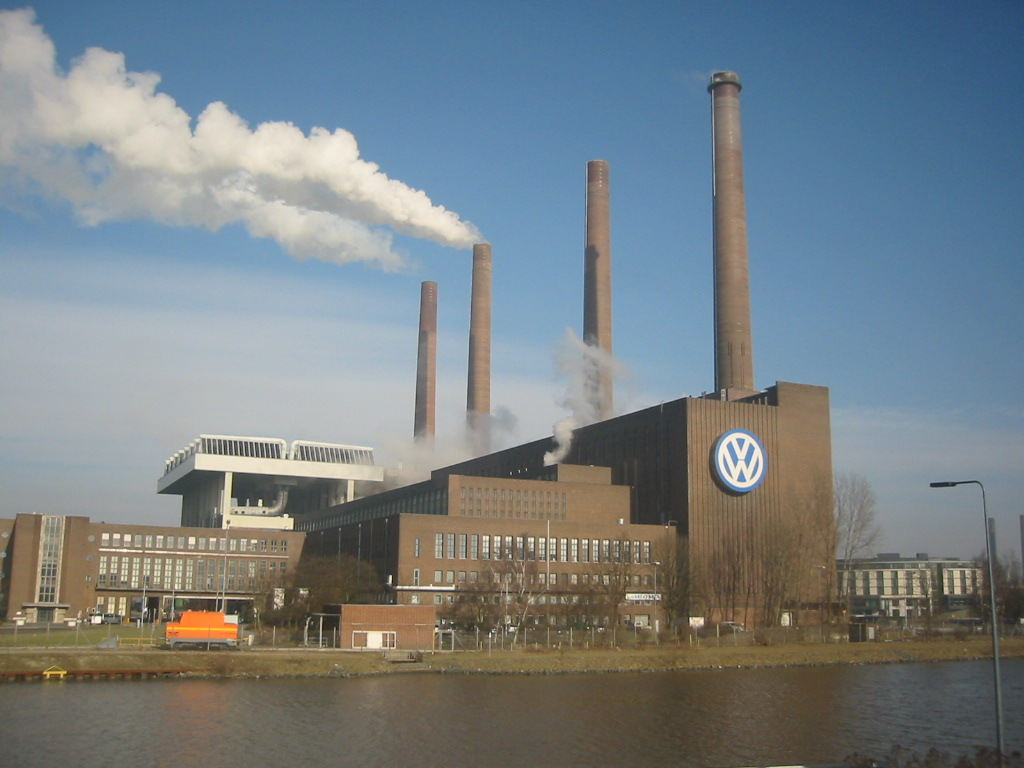
Volkswagenfabriek in Wolfsburg, 2003

Een fabriek, afgeleid van het Latijnse fabrica 'werkplaats' en faber 'handwerksman, ambachtsman', is een werkplaats, gebouw of vestiging waar iets wordt gefabriceerd oftewel geproduceerd.

## Algemeen
Economisch gezien kan men een fabriek beschrijven als een bewerkingsproces waar grondstoffen ingaan en waardevollere producten uitkomen. Soms is het product weer de 'grondstof' voor een andere fabriek. Zo wordt bijvoorbeeld ijzererts in een staalfabriek tot staalplaat verwerkt. Dit staalplaat is weer de grondstof waarvan een autofabriek auto's maakt. Zo worden bijvoorbeeld in een suikerfabriek grote hoeveelheden suikerbieten verwerkt tijdens de campagne tot suiker, dat weer als grondstof dient in de voedingsmiddelenindustrie.
De producten kunnen variëren van heel klein, bijvoorbeeld microchips, tot enorme afmetingen van bijvoorbeeld vliegtuigen, en zeeschepen.
Andere voorbeelden van fabrieken zijn de gasfabriek, fietsfabriek, machinefabriek, steenfabriek, zuivelfabriek, textielfabriek etc.

## Geschiedenis

### Oorsprong

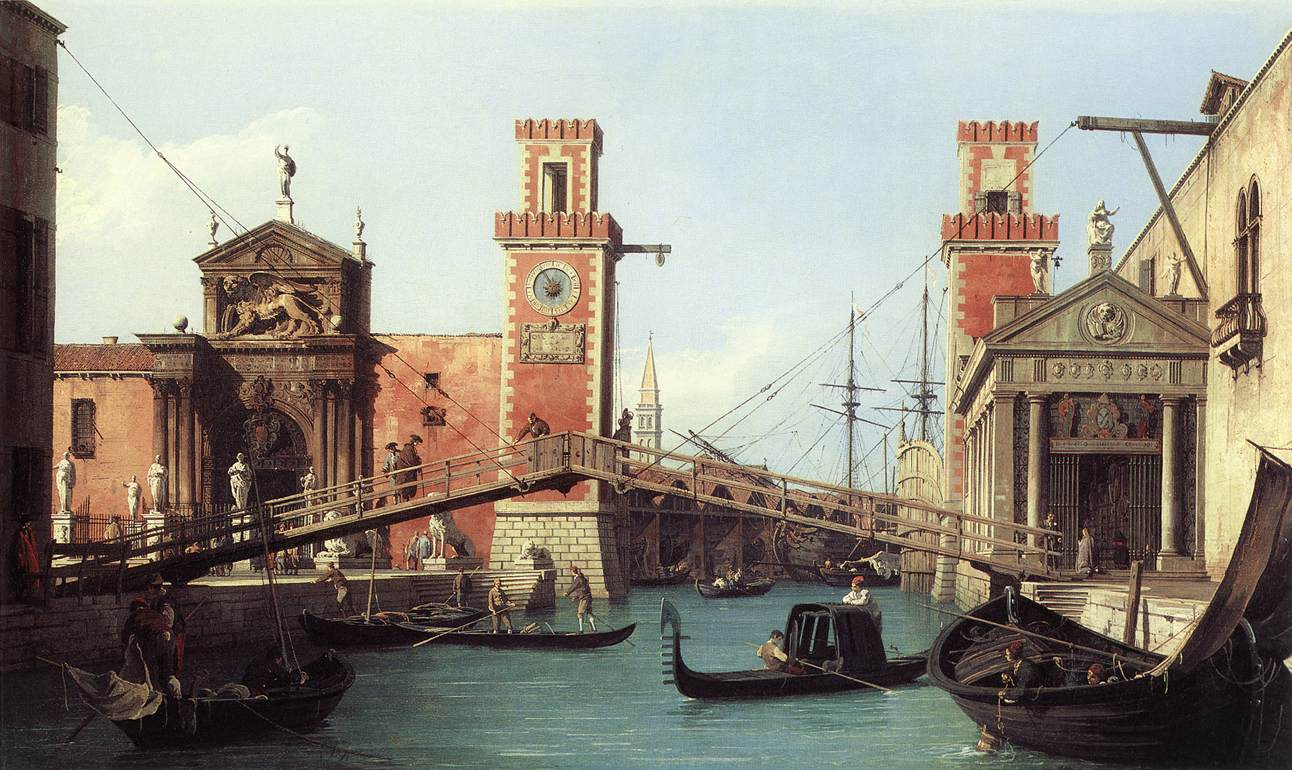
Ingang Arsenaal van Venetië, 1732.

Hoewel er grotere productiewerkplaatsen waren gevestigd in het Oude China, Rome en het Midden-Oosten, geldt het Arsenaal van Venetië als een eerste voorbeeld van een fabriek in de moderne zin van het woord. Opgericht in 1104 in de Republiek Venetië, en honderden jaren actief, werden hier in serie schepen geproduceerd, uitgerust en onderhouden met behulp van vooraf geproduceerde uitwisselbare onderdelen.
Tot aan de industriële revolutie halverwege de 18e eeuw was de productie in de landen op enkele verschillende manieren georganiseerd:
- Huisnijverheid bij boeren in eerste instantie zelfstandig en later met tussenkomst van een fabrikeur, met name in de textielindustrie.
- Ambachtelijke werkplaatsen gevestigd in dorpen en steden, zoals de hoefsmid en andere ambachten
- Werkhuizen zoals spinhuizen en weefhuizen, waar een aantal mensen bijeen waren die dezelfde of een gelijksoortige activiteit ontplooiden.

Deze laatste was de overgangsvorm naar de eerste fabrieken, die ook wel manufactuur werd genoemd. Het klassiek geworden voorbeeld hier is dat van de speldenfabriek, waarop Adam Smith de aandacht vestigde om de betekenis van de arbeidsverdeling voor de toename van de arbeidsproductiviteit.

### Industriële revolutie

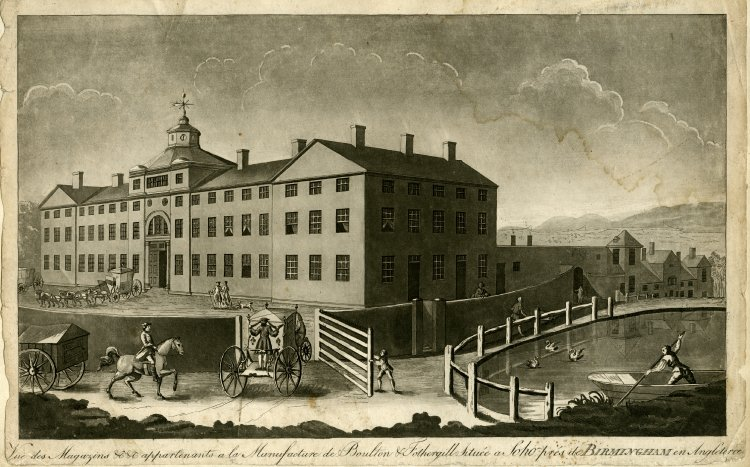
Soho Manufactory, 1773

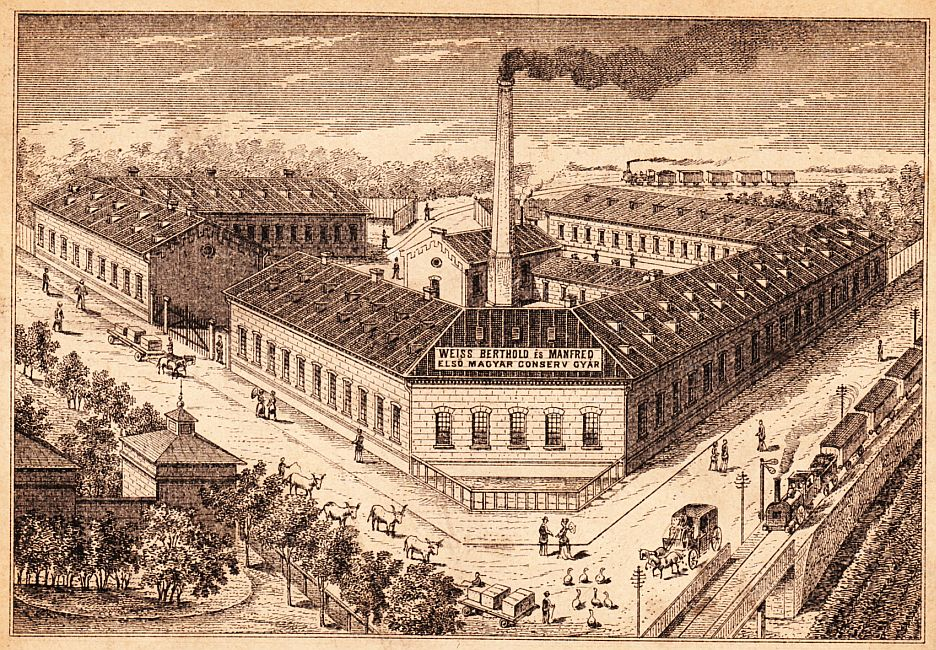
Conservenfabriek in Győr, Hongarije, 1885

De industriële revolutie was de periode van de 18e tot de 19e eeuw waarbij grote veranderingen optraden in de landbouw, nijverheid, mijnbouw, transport en technologie. Ze begon in het Verenigd Koninkrijk, en verspreidde zich vervolgens over heel Europa, Noord-Amerika, en uiteindelijk de wereld. In de nijverheid ontstonden de eerste moderne fabriek. Enige voorbeelden van de eerste fabrieken in Engeland waren:
- De Lombe's Silk Mill, opgericht door John Lombe in 1721.
- De Cromford Mill, katoenspinnerij opgericht door Richard Arkwrightin 1771
- De Soho Manufactory, opgericht in 1776 door Matthew Boulton in Birmingham

De meeste fabrieken in Engeland eind 18e eeuw waren nog simpelweg opgezet met een gebouw, waarin een groot aantal arbeiders handarbeid verrichtten veelal voor de textielindustrie. Dit bleek een stuk efficiënter, wat betreft beheer en distributie van grondstoffen, dan de eerdere productiemethoden van de huisnijverheid met het putting-out systeem.
Tussen 1820 en 1850 verdrongen de nog niet-gemechaniseerde fabrieken de traditionele ambachtelijke en kleinschalige werkplaatsen als de meest voorkomende vorm van de productie. Het introductie halverwege de 19e eeuw van de stoommachine als krachtbron heeft verdere concentratie van de productie in fabrieken sterk gestimuleerd.
De oudste fabrieken of fabriekshuizen waren in het algemeen hogere gebouwen met meerdere verdiepingen. Tijdens de laatste decennia van de 19e eeuw kwamen lagere, uitgestrekte hallen met sheddaken in zwang, die - samen met de schoorsteen - emblematisch werden voor de vorm van een fabrieksgebouw.

### Tweede industriële revolutie

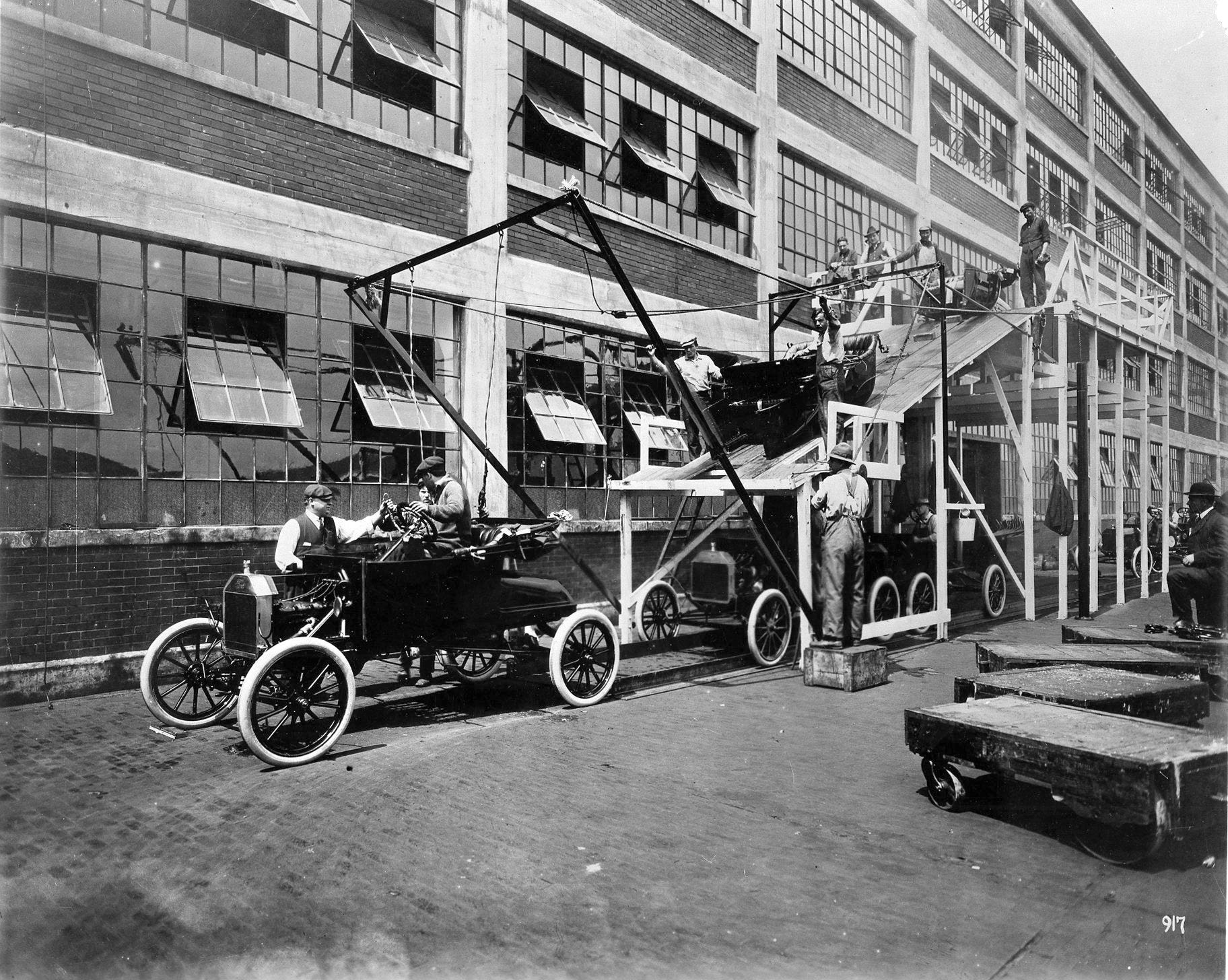
Test van de eindmontage bij een nieuwe assemblagelijn van Ford, 1913

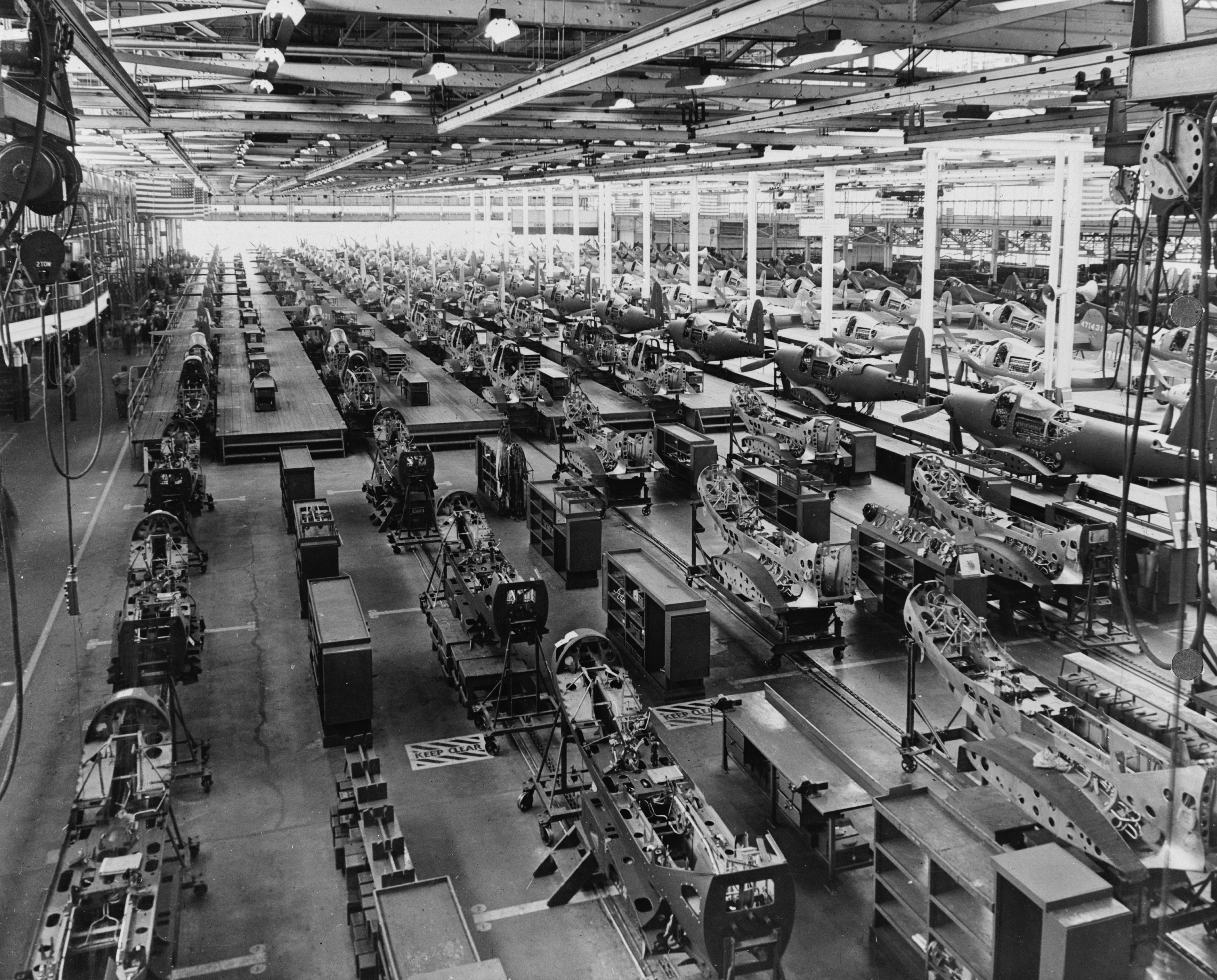
Productie van jachtvliegtuigen bij Bell in Wheatfield, New York, 1944

De Tweede industriële revolutie, de periode van de tweede helft van de 19e eeuw tot aan de Eerste Wereldoorlog, bracht een versnelde industriële ontwikkeling in West-Europa, de Verenigde Staten en na 1870 in Japan.
Henry Ford bracht begin van de 20e eeuw een volgende revolutie in het fabriekconcept met de innovatie van de lopende band en de massaproductie. Zeer gespecialiseerde arbeiders werkten zij aan zij aan een lopende band, waarbij ieder met enige deelbewerkingen bijdroeg aan het opbouwen van een product, zoals (in het geval van Ford) de auto. Dit concept bracht een drastische vermindering van de productiekosten voor vrijwel alle geproduceerde goederen, en opende de deuren voor de consumptiemaatschappij.
In de tweede helft van de 20e eeuw is in de geïndustrialiseerde landen de volgende generatie fabrieken geïntroduceerd met verbeteringen als:
- Geavanceerde statistische methoden van kwaliteitscontrole, ontwikkeld door met name de Amerikaanse wiskundige William Edwards Deming. Zijn werk werd in eerste instantie in zijn vaderland genegeerd, en werd eerst in Japan ingevoerd. Het kwaliteitsdenken leidde hier tot grote verbetering van de productiekwaliteit en de effectiviteit.
- Industriële robots op de werkvloer, geïntroduceerd eind jaren 1970. Deze computergestuurde armen en grijpers kunnen eenvoudige taken uitvoeren, zoals het snel en feilloos aanbrengen van een autodeur 24 uur per dag. Dit heeft ook weer tot kostenbesparing en doorlooptijdverbetering geleid.

Tegen het eind van de 20e eeuw zijn de klassieke zeer grote fabrieken in de westerse landen, waar duizenden mensen werkten, veelal gesaneerd of verplaatst naar lage-lonenlanden zoals China. Overgebleven zijn kleinere, vaak sterk gespecialiseerde, eenheden. Zelfs een ontwikkeling in de richting van thuiswerk, mogelijk gemaakt door de informatietechnologie, is in de 21e eeuw weer tot de mogelijkheden gaan behoren.

## Kenmerken
Het fabriekssysteem wordt gekenmerkt door:
- Een sterke mate van arbeidsdeling,
- Productie ten behoeve van een externe markt,
- Een voortschrijdende mate van mechanisatie en de aanwezigheid van speciale machines.

## Verticale landbouw
Verticale landbouw is een vorm van landbouw waarbij gebruik wordt gemaakt van gestapelde kweeklagen in een fabriekshal. 
In navolging van Sony, Nisshinbo Holding, Sharp, Mitsubishi Chemical, Panasonic Showa Denko en Fujitsu kweekt ook Toshiba groenten in een cleanroom met verticale landbouw in een fabriekshal, kantoor of winkel waardoor er geen pesticiden nodig zouden zijn tegen plantenziekten en insecten.

## Bekende fabrieken in Nederland
Hieronder een tabel met bekende fabrieken waarbij het hoofdfabricaat in Nederland wordt ontwikkeld en waarbij de fabriek in Nederlandse handen is.
| Naam                | Hoofdfabricaat                                 | Productielocatie   | Oprichting | Omzet                |
| ------------------- | ---------------------------------------------- | ------------------ | ---------- | -------------------- |
| ASML                | Machines voor de halfgeleiderindustrie         | Veldhoven          | 1984       | €27,6 miljard (2023) |
| Koninklijke Philips | MRI- en röntgenscanners                        | Best               | 1891       | €18,2 miljard (2023) |
| VDL Groep           | Bussen en industriële systemen                 | Born               | 1953       | ~€5 miljard (2023)   |
| Damen Shipyards     | Schepen en maritieme systemen                  | Gorinchem          | 1927       | ~€2,5 miljard (2023) |
| Feadship            | Luxe jachten                                   | Aalsmeer en Makkum | 1949       | ~€500 miljoen (2023) |
| Nedap               | Technologische producten voor diverse sectoren | Groenlo            | 1929       | ~€250 miljoen (2023) |
| Gispen              | Meubilair                                      | Culemborg          | 1916       | ~€60 miljoen (2023)  |

## Andere betekenissen
- Een kerkfabriek is een openbare instelling die de materiële middelen beheert, nodig voor de uitoefening van de eredienst in de parochie. Dergelijke instellingen komen voor in België, Italië en Frankrijk.
- Vanaf de 17e eeuw werd de benaming 'fabriek' gegeven aan de functie van hoogste ambtenaar van openbare werken (stadsbouwmeester / stedelijk architect). Zo werd de architect Arent van 's-Gravesande in 1638 benoemd tot 'fabriek' van de stad Leiden en was Daniël Stalpaert van 1647 tot 1676 directeur van de 'Amsterdamse Stadsfabriek'. In een dergelijke betekenis wordt ook gesproken over de 'Landsfabriek', waarbij de voorloper van de latere rijksbouwmeester voor de bouw en het onderhoud van landsgebouwen zorgde.
- Het woord 'fabriek' wordt soms overdrachtelijk gebruikt in denigrerende zin, om een massale, anonieme, naar klantonvriendelijkheid neigende wijze van dienstverlening af te schilderen. Bijvoorbeeld een school als 'onderwijsfabriek' of een pretpark als 'vermaaksfabriek'.
- Het naar materiële productie verwijzende woord 'fabriek' wordt ook wel humoristisch en paradoxaal gebruikt. Bijvoorbeeld een 'pretfabriek' voor een televisiestudio of de 'Droomfabriek' in een voormalig fabriekspand aan de Oude Singel in Leiden, waar in de jaren negentig van de 20e eeuw culturele en spirituele cursussen werden gegeven.